# Chapelle Notre-Dame-Auxiliatrice de Birżebbuġa

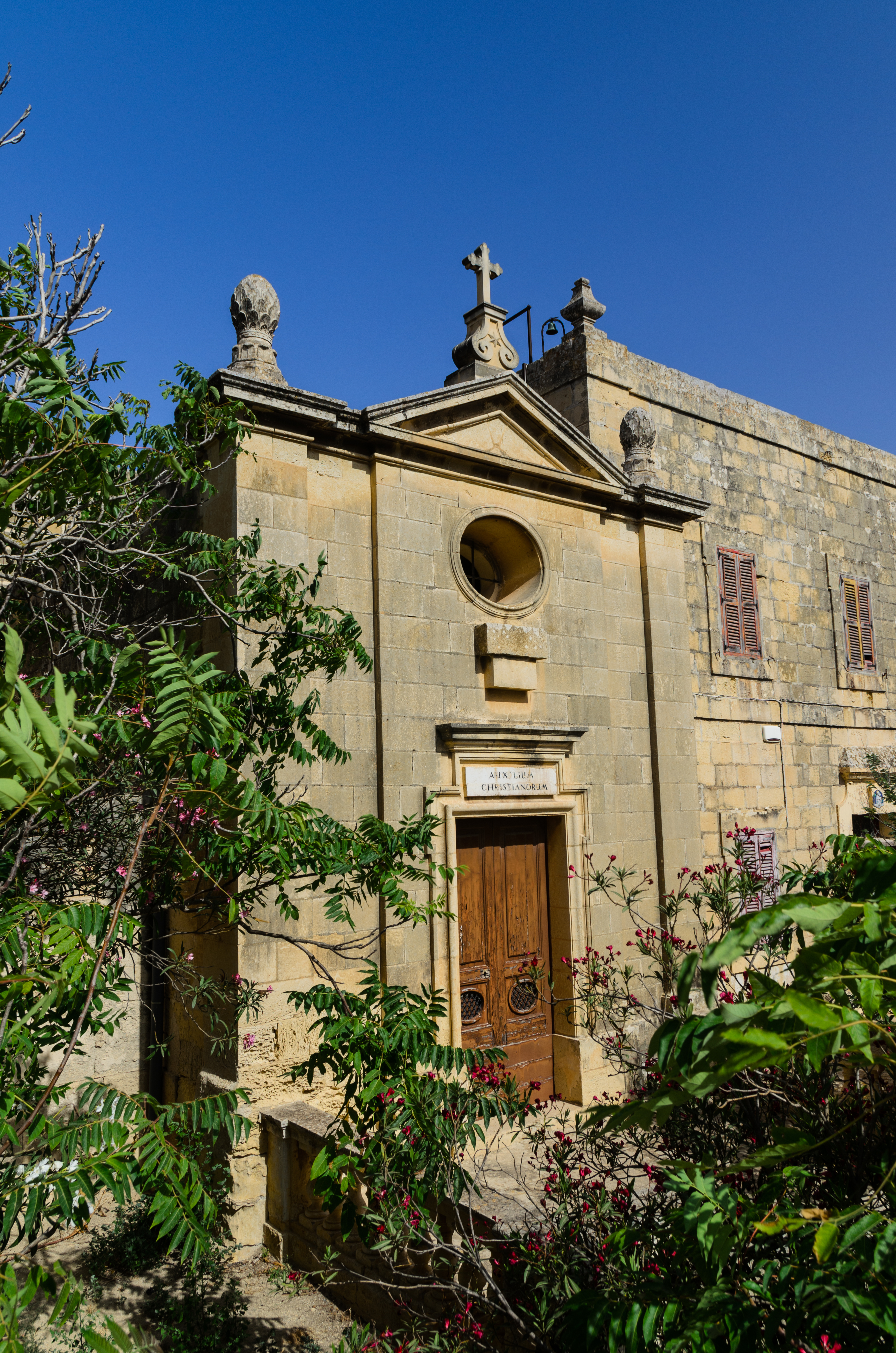
Chapelle Notre-Dame-Auxiliatrice

La chapelle Notre-Dame-Auxiliatrice est une chapelle catholique construite en 1833, située à Birżebbuġa, à Malte.